# دموع غزة
دموع غزة (بالنرويجية:Gazas tårer) فيلم وثائقي نرويجي من إخراج فيبكي لوكبيرغ سنة 2010. 
يحكي الفيلم تفاصيل الحرب الإسرائيلية على قطاع غزة 2008–09، التي راح ضحيتها أكثر من 1500 شهيد ونحو 4500 جريح، ناهيك عن الدمار الذي لحق بالكثير من المباني والبني التحتية للمدينة، وترصد الكاميرا حجم الدمار والآلام الذي خلفتها الآلة العسكرية الإسرائيلية، وبخاصة صور الأطفال والمدنيين الذين عاشوا لحظات الخوف والرعب.
الفيلم أنتجه تريا كرستيانسن -زوج المخرجة- ولم يعتمد وثائقيات سابقة، بل قامت مشاهده على ما صوره ثلاثة مصورين هم الفلسطينيان يوسف أبو شريع وسعد الصباغ والسويدية ماري كرستنسن.

## جوائز
حاز الفيلم على الجائزة الذهبية في مهرجان غزة السينمائي، وقدمت الجائزة المالية من هذه الجائزة للأطفال الفلسطينيين الذين شاركوا في الفيلم.
حصل الفيلم على جائزة حقوق الإنسان (جائزة الحريات العامة وحقوق الإنسان) لأفضل فيلم روائي طويل في مهرجان الجزيرة الدولي للأفلام التسجيلية بالدوحة في أبريل 2011.

## روابط خارجية
- دموع غزة على موقع IMDb (الإنجليزية)
- دموع غزة على موقع ميتاكريتيك (الإنجليزية)
- دموع غزة على موقع روتن توميتوز (الإنجليزية)
- دموع غزة على موقع نتفليكس (الإنجليزية)
- دموع غزة على موقع أول موفي (الإنجليزية)
- دموع غزة على موقع قاعدة بيانات الأفلام السويدية (السويدية)
- دموع غزة على موقع قاعدة بيانات الفيلم (الإنجليزية)
- دموع غزة على موقع ليتربوكسد (الإنجليزية)
- دموع غزة على موقع كينوبويسك (الروسية)